# Santa-Reparata-di-Balagna
Santa-Reparata-di-Balagna is een gemeente in het Franse departement Haute-Corse (regio Corsica). De gemeente telde 999 inwoners op 1 januari 2022.

## Geografie
De oppervlakte van Santa-Reparata-di-Balagna bedroeg op 1 januari 2022 10,16 vierkante kilometer; de bevolkingsdichtheid was toen 98,3 inwoners per km².
De onderstaande kaart toont de ligging van Santa-Reparata-di-Balagna met de belangrijkste infrastructuur en aangrenzende gemeenten.

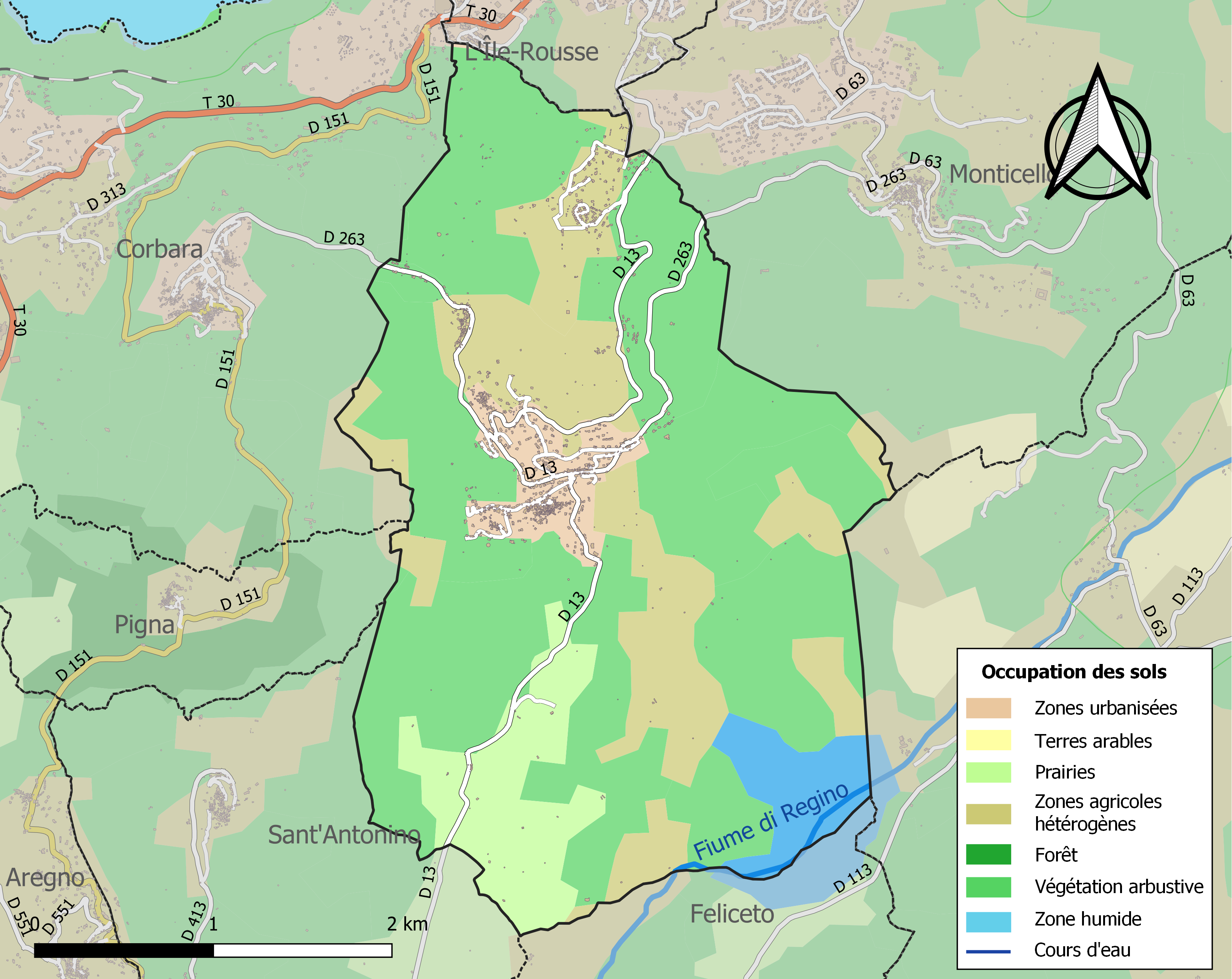

## Demografie
Onderstaande figuur toont het verloop van het inwonertal.
Vanwege een beveiligingsprobleem met de MediaWiki Graph-software is het momenteel niet mogelijk deze grafiek weer te geven. Zodra de software is bijgewerkt zal de grafiek vanzelf weer zichtbaar worden.